# 萨哈马火山
萨哈马火山（Nevado Sajama）是一个複式火山，也是玻利维亚的最高峰，位于玻利维亚奥鲁罗省萨哈马县。
萨哈马火山地处萨哈马国家公园，该国家公园位于玻利维亚的西南部，距离智利16-24千米。火山是一个相对孤立的圆锥体，但地质复杂，拥有安山岩形成的火山穹丘。最近一次的喷发暂时未知。
约瑟夫·普莱姆于1927年沿着西北部的山脊首次尝试登山，但在海拔6200米时突然放弃。经过多次努力以后，普莱姆最终和威尔弗里德·科里姆一起于1939年8月在地势更加复杂的东南部山脊成功登顶。
2001年8月，2名萨哈马村的村民和玻利维亚萨哈马登山导游在山上举行了一次足球赛，以此来证明该山的高度不会限制足球比赛而使身体劳损。